# Johann von Geldern
Johann von Geldern (auch: Gelderen; * 30. September 1567 in Antwerpen; † 9. September 1620 in Königsberg) war ein flandrischer Logiker.

## Leben
Geldern stammte nach eigenen Angaben aus Flandern und soll in Preußen erzogen worden sein. Über die Familienverhältnisse, aus denen er stammte, gibt es keine konkreten Angaben. Möglicherweise kann man ihn mit dem herzoglich preußischen Musikmeister Bernhard von Geldern, dessen Tochter Elisabeth († 14. August 1606) sich am 12. Dezember 1597 mit dem Schulrektor in Kneiphof Mag. Peter Hagen (1569–1620) verheiratet hatte, in eine verwandtschaftliche Verbindung bringen. Es ist möglich, dass er sich unter anderem Namen in die Matrikel der Universität Königsberg eingeschrieben hatte, denn unter dem Namen Johann von Geldern ließ sich kein Student der dortigen Hochschule in den Matrikeln nachweisen.
Am 14. Februar 1593 trägt er sich als Johann a Geldern Borussus in die Matrikel der Universität Wittenberg ein, wo er am 3. April 1593, als Bester von 28 Absolventen, den akademischen Grad eines Magisters erwarb. Dies deutet auf eine umfangreiche und qualitativ hochwertige Bildung hin, die in jener Zeit nur an einer Hochschule erfolgt sein kann. Nach kurzem Aufenthalt in Wittenberg kehrte er nach Königsberg zurück, wo er 1594 als Archipädagoge am dortigen Pädagogium eine Stellung fand. 1595 berief man ihn zum Professor der Logik und Metaphysik an die Universität Königsberg und er übernahm 1605 die Aufgabe eines Bibliothekars der Königsberger Schlossbibliothek.
In seinem Hochschulamt etablierte er sich als Anhänger der Logik des Aristoteles. Vor allem trat er gegen Petrus Ramus auf, der ja aus den Lehren der aristotelischen Logik aufbauend, die Basis für seinen Ramismus entwickelte. Zudem sind die aus seiner Feder geflossenen Werke Disp. de definitione naturae ex libro II. Aristotelis; de physica constitutione logices und de oeconomin doctrinarum animae überliefert. Geldern beteiligte sich auch an den organisatorischen Aufgaben der Königsberger Hochschule und war in den Sommersemestern 1607, 1615 sowie 1619 Rektor der Alma Mater.

## Familie
Er war in erster Ehe 1594 mit Katharina (* 20. Oktober 1566; † Oktober 1606), Tochter des Schöppenmeisters in Löbenicht Simon Crüger, verheiratet.
Seine zweite Ehe hatte er mit einer Großtochter des sächsischen Hofpredigers Salomon Winter geschlossen. Es scheint sich hierbei um Barbara, die Tochter des Martin Winter (Logiker), eine Enkelin des Salomo Winter, zu handeln.
Aus der ersten Ehe sind zwei Söhne und drei Töchter erschließbar.
Aus der zweiten Ehe sind zwei Söhne bekannt. Von den Kindern weiß man:
- Sohn Johannes (I. Ehe) immatr. 1610 Universität Königsberg
- Sohn NN. (I. Ehe) † vor 1606
- Tochter Elisabeth († 1631), verheiratet mit dem Löbenichter Ratsherrn Alexander Decimator
- Tochter NN. (I. Ehe) lebte noch 1606
- Tochter NN. (I. Ehe) lebte noch 1606
- Sohn Salomon (* 17. Januar 1611; † 9. Juni 1614)
- Sohn Martin († 20. August 1620)